# Neocercospora
Neocercospora is een geslacht van schimmels dat behoort tot familie Mycosphaerellaceae. De typesoort is Neocercospora ammicola.

## Soorten
Volgens Index Fungorum telt het geslacht twee soorten (peildatum april 2024):
| Soortnaam              | Auteur(s)                                       | Publicatiejaar |
| ---------------------- | ----------------------------------------------- | -------------- |
| Neocercospora ammicola | Bakhshi, Arzanlou, Babai-ahari & Crous          | 2015           |
| Neocercospora carotae  | (Pass.) Vaghefi, S.J. Pethybridge & R.G. Shivas | 2021           |